# Governatorati della Libia
I governatorati della Libia sono stati la suddivisione territoriale di primo livello del Paese dal 1963 al 1983 ed erano pari a 10.
Istituiti a seguito della soppressione delle province (già commissariati generali provinciali della Libia italiana), furono aboliti contestualmente all'introduzione delle municipalità (baladiyat), poi sostituite a loro volta dai distretti.

## Lista
| Localizzazione | Governatorato                                                        | Capoluogo | Popolazione (1973) |
| -------------- | -------------------------------------------------------------------- | --------- | ------------------ |
|                | Governatorato di Beida Governatorato di al-Jabal al-Akhdar dal 1971  | Beida     | 131 940            |
|                | Governatorato di Bengasi                                             | Bengasi   | 337 423            |
|                | Governatorato di Derna                                               | Derna     | 122 984            |
|                | Governatorato di Garian Governatorato di al-Jabal al-Gharbi dal 1970 | Garian    | 155 958            |
|                | Governatorato di Homs                                                | Homs      | 162 126            |
|                | Governatorato di Misurata                                            | Misurata  | 177 939            |
|                | Governatorato di Sebha                                               | Sebha     | 113 006            |
|                | Governatorato di Tripoli                                             | Tripoli   | 735 083            |
|                | Governatorato di Ubari                                               | Ubari     | 106 647            |
|                | Governatorato di Zawiya                                              | Zawiya    | 247 628            |

## Evoluzione storica
All'epoca del colonialismo italiano, la Libia si articolava in tre province: Tripolitania, Cirenaica italiana e Fezzan. Nel 1934 la Cirenaica fu suddivisa tra la provincia di Bengasi e la provincia di Derna, mentre la Tripolitania tra la provincia di Tripoli e la provincia di Misurata; a tali province si aggiungeva poi il Territorio Militare del Sud.
Dopo l'occupazione britannica, fu ripristinata la precedente suddivisione in Tripolitania, Cirenaica e Fezzan, province che sarebbero state soppresse nel 1963.